# Цицканаантсери
Цицканаантсери (груз. წიწკანაანთსერი) — село в Грузии. Находится в восточной Грузии, в Кварельском муниципалитете края Кахетия. Расположено в Алазанской долине, на высоте 340 метров над уровнем моря. От города Кварели располагается в 6 километрах. По результатам переписи 2014 года в селе проживало 419 человек. В Цицканаантсери есть средняя школа.